# Авлида
Авли́да (др.-греч. Αὐλίς) — древний портовый город в Беотии. Был расположен на побережье пролива Эврипа и залива Нотиос-Эввоикоса, напротив Халкиды на Эвбее, в 32 километрах к востоку от Фив.
В древние времена Авлида была знаменитым местом культа Артемиды, храм этого культа был построен в V веке до н. э. и простоял примерно до 400 года н. э.
Упоминается Гомером в Списке кораблей. В бухте у современного города Вати находился сборный пункт греческого флота, отправлявшегося против Трои. Но во время этого похода начался штиль, и тогда Агамемнон, сын Атрея, в храме Артемиды (богини охоты) принёс в жертву свою старшую дочь Ифигению, чтобы боги послали ему благоприятные ветра. Вторым крупным сборным пунктом рядом с Авлидой был город Гирия.
Авлида упоминается в легендах древних греков, прежде всего — в трагедии «Ифигения в Авлиде» греческого драматурга Еврипида, которая была переведена Фридрихом Шиллером. Иоганн Вольфганг фон Гёте использовал эту работу в качестве основы для своей «Ифигении Таврической». Этот же сюжет взят Жаном Расином за основу трагедии «Ифигения» (1674), по мотивам которой Кристоф Глюк создал оперу «Ифигения в Авлиде».
Упоминается также в поэме Гесиода «Труды и дни» (650—653):

«В жизнь я свою никогда по широкому морю не плавал,
Раз лишь в Евбею один из Авлиды, где некогда зиму
Пережидали Ахейцы, сбирая в Элладе священной
Множество войск против славной прекрасными жёнами Трои.»
— (Перевод В. Вересаева)